# Oberlerchner JOB 15
Die Oberlerchner JOB 15 ist ein dreisitziges, einmotoriges Leichtflugzeug, das von der Firma Josef Oberlerchner Holzindustrie gebaut wurde. Sie wird als Reiseflugzeug und zum Schlepp von Segelflugzeugen eingesetzt.

## Geschichte
Die Firma Josef Oberlerchner Holzindustrie hatte erste Erfahrungen mit dem Bau von Segelflugzeugen erworben, bevor 1958 die zweisitzige JOB 5 als erstes Motorflugzeug der Firma ihren Erstflug hatte. Als Weiterentwicklung folgte dann die dreisitzige JOB 15. Der Erstflug des Prototyps OE-VAL (WNr. 51) erfolgte am 24. März 1961, die Musterzulassung wurde am 2. Mai 1962 erteilt.

## Konstruktion
Ebenso wie die JOB 5 ist sie als Tiefdecker ausgelegt und in Gemischtbauweise hergestellt, wobei der Rumpf aus einer Stahlrohr-Konstruktion mit GFK-Verkleidung und die Tragflächen aus Holz gefertigt sind. Die JOB 15 ist als Spornradflugzeug konstruiert, das Hauptfahrwerk besitzt aerodynamisch verkleidete Räder, das Spornrad bleibt unverkleidet.

## Versionen

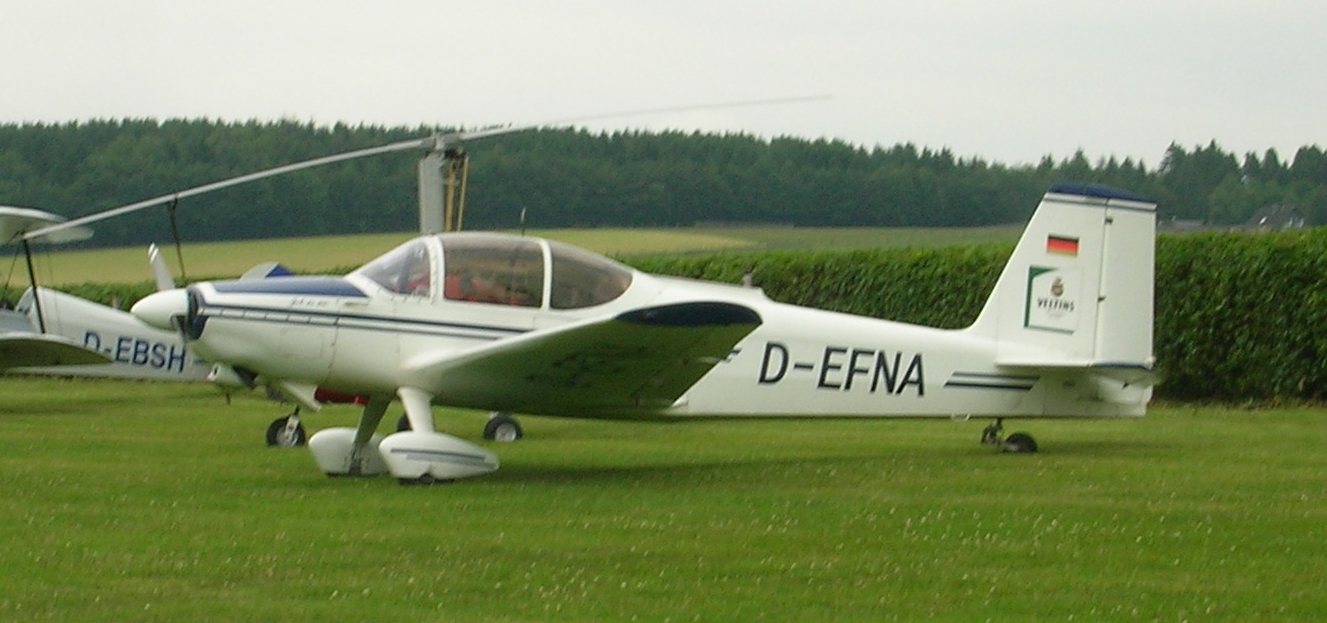
JOB 15-180/2

Es wurden drei unterschiedliche Versionen gefertigt, die sich in ihrer Motorisierung unterscheiden. Die Zahl nach der Typenbezeichnung steht im Allgemeinen für die Leistung des Flugmotors in PS:
- JOB 15-135, 3 Exemplare, motorisiert mit dem 135 PS (101 kW) Avco Lycoming O-290-D2B
- JOB 15-150, 10 Exemplare, motorisiert mit dem 150 PS (112 kW) Avco Lycoming O-320-A2B
- JOB 15-150/2 verbesserte Version der JOB 15-150, 11 Exemplare, motorisiert mit dem 150 PS (112 kW) Avco Lycoming O-320-A2B

Einige JOB 15-150/2 wurden auf 180 PS (135 kW) starke Lycoming Motoren umgerüstet und werden dann als JOB 15-180/2 bezeichnet.

## Technische Daten (JOB 15-150)
| Kenngröße                            | Daten                                           |
| ------------------------------------ | ----------------------------------------------- |
| Besatzung                            | 1                                               |
| Passagiere                           | 2                                               |
| Länge                                | 7,7 m                                           |
| Spannweite                           | 10,1 m                                          |
| Höhe                                 | 2,1 m                                           |
| Flügelfläche                         | 14,7 m²                                         |
| Flügelstreckung                      | 6,9                                             |
| Leermasse                            | 601 kg                                          |
| max. Startmasse                      | 965 kg                                          |
| Manövergeschwindigkeit               | 196 km/h                                        |
| höchstzulässige Reisegeschwindigkeit | 224 km/h                                        |
| Höchstgeschwindigkeit                | 285 km/h                                        |
| Dienstgipfelhöhe                     | 4500 m                                          |
| Reichweite                           | 1000 km                                         |
| Triebwerk                            | ein Avco Lycoming O-320-A2B mit 150 PS (110 kW) |